# Kanton Saint-Julien-Chapteuil
Der Kanton Saint-Julien-Chapteuil war bis 2015 ein französischer Wahlkreis im Arrondissement Le Puy-en-Velay, im Département Haute-Loire und in der Region Auvergne in Frankreich; sein Hauptort war Saint-Julien-Chapteuil. Sein Vertreter im Conseil Régional für die Jahre 2011–2014 ist Raymond Abrial.

## Gemeinden
Der Kanton umfasste acht Gemeinden:
| Gemeinde                | Einwohner Jahr | Fläche km² | Bevölkerungsdichte | Postleitzahl | Code INSEE |
| ----------------------- | -------------- | ---------- | ------------------ | ------------ | ---------- |
| Lantriac                | 1902 (2013)    | –          | – Einw./km²        | 43260        | 43113      |
| Montusclat              | 138 (2013)     | –          | – Einw./km²        | 43260        | 43143      |
| Le Pertuis              | 431 (2013)     | –          | – Einw./km²        | 43200        | 43150      |
| Queyrières              | 311 (2013)     | –          | – Einw./km²        | 43260        | 43158      |
| Saint-Étienne-Lardeyrol | 733 (2013)     | –          | – Einw./km²        | 43260        | 43181      |
| Saint-Hostien           | 720 (2013)     | –          | – Einw./km²        | 43260        | 43194      |
| Saint-Julien-Chapteuil  | 1881 (2013)    | –          | – Einw./km²        | 43260        | 43200      |
| Saint-Pierre-Eynac      | 1083 (2013)    | –          | – Einw./km²        | 43260        | 43218      |

## Bevölkerungsentwicklung
| 1962 | 1968 | 1975 | 1982 | 1990 | 1999 | 2006 |
| ---- | ---- | ---- | ---- | ---- | ---- | ---- |
| 5552 | 5219 | 4933 | 5214 | 5725 | 6221 | 6722 |